# Клас Кронквіст
Клас Кронквіст (швед. Claes Cronqvist, нар. 15 жовтня 1944) — шведський футболіст, що грав на позиції нападника. По завершенні ігрової кар'єри — тренер.

## Клубна кар'єра
Клас Кронквіст почав свою кар'єру в Ландскруна БоІС в 1962 році, грав у 1966-1970 роках за «Юргорден» і став чемпіоном Швеції протягом першого року в новому клубі. У 1971 році він перейшов назад до Ландскруна БоІС, де виграв Кубок Швеції в 1972 році і дві бронзові медалі за сезони 1975 і 1976 років. Він встановив рекорд за кількістю отриманих червоних карток в Аллсвенскан (сім).

## Виступи за збірну
1970 року дебютував в офіційних матчах у складі національної збірної Швеції. Протягом кар'єри у національній команді, яка тривала 5 років, провів у її формі 16 матчів.
У складі збірної був учасником чемпіонату світу 1970 року у Мексиці, чемпіонату світу 1974 року у ФРН.

## Кар'єра тренера
У 1981 році був граючим тренером «Гесслегольма». 
Протягом 1983—1985 років очолював тренерський штаб свого старого клубу, «Ландскруна БоІС». У 1983 році ця команда майже потрапила в кваліфікацію Аллсвенскан. Але в наступному році результати значно погіршилися, і Ландскруна БоІС замість цього була переведена на 3-й рівень шведського футболу (як одна з 144 команд у 12 регіональних лігах). Однак клуб дозволив йому продовжити свою роботу, і після дуже слабкого старту сезону йому вдалося налагодити гру команди, яка виграла свою регіональну лігу, а згодом у серії пенальті здолала «Лінчепінг» у стикових іграх і повернулася на другий рівень шведського футболу в 1986 році. Але для Класа Кронквіста 1985 рік став останнім сезоном роботи з «Ландскруною».
Пізніше він працював тренером в інших командах.

## Титули і досягнення
- Чемпіон Швеції (1):

«Юргорден»: 1966
- Володар Кубка Швеції (1):

«Ландскруна БоІС»: 1972